# Jalal ud din Fir oz Khaliji
Jalal-ud-din Khalji , còn được gọi là Firuz-Al-Din Khalji hoặc Jalaluddin Khilji ( Năm 1220 - 19 tháng 7 năm 1296) ( Tiếng Ba Tư : جلال‌الدین خلجی ) là người sáng lập và Sultan đầu tiên của nhà Khalji đã cai trị Vương quốc Hồi giáo Delhi từ năm 1290 đến năm 1296.